# Normozytäre Anämie
Die Normozytäre Anämie ist eine Blutarmut (Anämie), die mit normal großen roten Blutkörperchen (Erythrozyten), also einem mittleren Erythrozyteneinzelvolumen im Normbereich von 80 bis 100fl einhergeht. Allerdings sind Hämatokrit (Normwert 40–50 %) und Hämoglobin (Normwert 12–15 g/dl) verringert. Sie ist ein häufiges Problem, das bei Frauen und Männern in der Regel ab 85 Jahren auftritt. Die Prävalenz steigt mit dem Alter und erreichte 44 Prozent bei Männern über 85 Jahren.

## Ursachen
Folgende Gegebenheiten werden als Ursache für die normozytäre Anämie in Betracht gezogen:
- ein Rückgang der Produktion für die normalgroßen roten Blutkörperchen (z. B. Anämie bei chronischen Erkrankungen, Aplastische Anämie)
- eine erhöhte Produktion von HbS, wie bei der Sichelzellanämie
- eine erhöhte Zerstörung oder Verlust von roten Blutkörperchen (z. B. Hämolyse, posthemorrhagische Anämie)
- eine nicht kompensierte Erhöhung des Plasmavolumens (z. B. durch Schwangerschaft, Flüssigkeitsüberbelastung)
- ein B2-Mangel[2]
- ein B6-Mangel[2]
- eine Kombination aus Ursachen der makrozytären und mikrozytären Anämie[1]